# Лагоа-ду-Токантинс

Лагоа-ду-Токантинс на карте штата.

Лагоа-ду-Токантинс (порт. Lagoa do Tocantins) — муниципалитет в Бразилии, входит в штат Токантинс. Составная часть мезорегиона Восточный Токантинс. Входит в экономико-статистический микрорегион Жалапан. Население составляет  3 525 человек на 2010 год. Занимает площадь 911,342 км². Плотность населения — 3,87 чел./км².

## Демография
Согласно сведениям, собранным в ходе переписи 2010 г. Национальным институтом географии и статистики (IBGE), население муниципалитета составляет:
| Полное население                               | Полное население                               | Полное население                               | Полное население                               | 3 525 |
| ---------------------------------------------- | ---------------------------------------------- | ---------------------------------------------- | ---------------------------------------------- | ----- |
| в том числе:                                   | Городское население                            | 2 538                                          | Процент городского населения, %                | 72,00 |
|                                                | Сельское население                             | 987                                            | Процент сельского населения, %                 | 28,00 |
|                                                | Мужское население                              | 1 830                                          | Процент мужского населения, %                  | 51,91 |
|                                                | Женское население                              | 1 695                                          | Процент женского населения, %                  | 48,09 |
| Плотность населения, чел/км²                   | Плотность населения, чел/км²                   | Плотность населения, чел/км²                   | Плотность населения, чел/км²                   | 3,87  |
| Население муниципалитета в % к населению штата | Население муниципалитета в % к населению штата | Население муниципалитета в % к населению штата | Население муниципалитета в % к населению штата | 0,25  |

По данным оценки 2016 года население муниципалитета составляет 4 037 жителей.

## Статистика
- Валовой внутренний продукт на 2003 составляет 3.983.236,00 реалов (данные: Бразильский институт географии и статистики).
- Валовой внутренний продукт на душу населения на 2003 составляет 1.451,09 реалов (данные: Бразильский институт географии и статистики).
- Индекс развития человеческого потенциала на 2000 составляет 0,574 (данные: Программа развития ООН).

## Важнейшие населенные пункты
| № | Населённый пункт   | Населённый пункт (порт.) | Категория | Население чел. (2010) | На карте                        |
| - | ------------------ | ------------------------ | --------- | --------------------- | ------------------------------- |
| 1 | Лагоа-ду-Токантинс | Lagoa do Tocantins       | город     | 2 538                 | 10°17′51″ ю. ш. 47°33′58″ з. д. |